# کارنفورث
longitudeکارنفورثlatitudeکارنفورث
کارنفورث (به انگلیسی: Carnforth) یک منطقهٔ مسکونی در انگلستان است که در شمال غربی انگلستان واقع شده‌است.

## نگارخانه

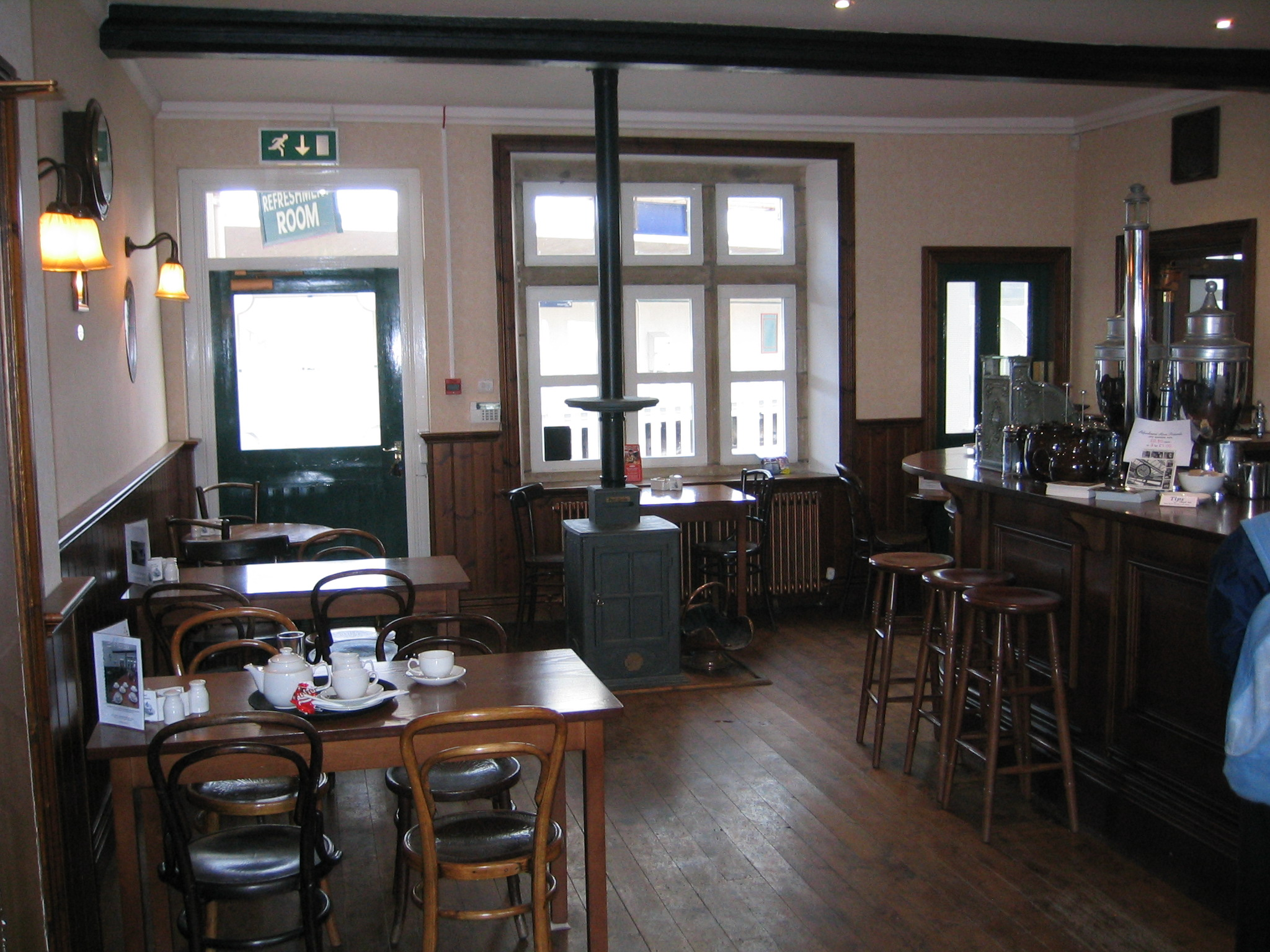
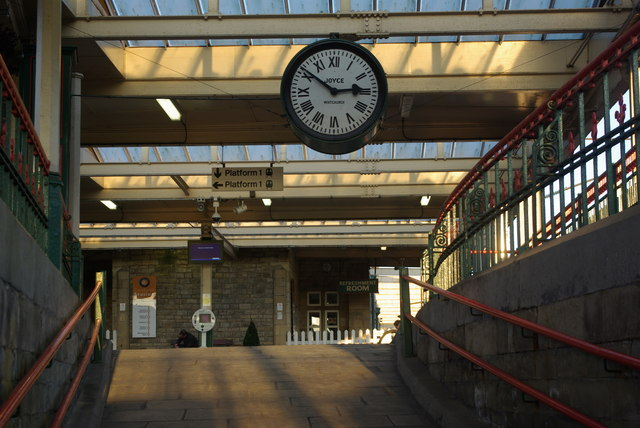

## خصوصیات
کارنفورث ۵٬۳۵۰ نفر جمعیت دارد.